# Szczudłak (zwyczajny)
Szczudłak (zwyczajny) (Himantopus himantopus) – gatunek średniej wielkości ptaka brodzącego z rodziny szczudłonogów (Recurvirostridae), zamieszkujący wszystkie kontynenty oprócz Antarktydy. Nie jest zagrożony wyginięciem.

## Systematyka i występowanie
Występowanie w zależności od podgatunku:
- Himantopus himantopus himantopus (Linnaeus, 1758) – szczudłak (zwyczajny) – od południowo-zachodniej Francji przez Półwysep Iberyjski po Afrykę Południową i Madagaskar; na wschodzie osiąga Chiny, Tajwan, Indie i Półwysep Indochiński. Częściowo osiadły, północne populacje wędrowne, odlatują nad Morze Śródziemne, do Afryki aż po równik, na Bliski Wschód oraz do Azji Południowej i Południowo-Wschodniej aż po Borneo i Filipiny. W Europie Środkowej regularnie lęgowy na Węgrzech.

W Polsce pojawia się regularnie, sporadycznie odbywa lęgi. Do 2011 stwierdzony ok. 126 razy (łącznie obserwowano ok. 289 osobników), natomiast w samym tylko 2012 odnotowano 34 stwierdzenia (58 osobników), co było największym obserwowanym nalotem tych ptaków w historii. Znaczny wzrost liczby stwierdzeń szczudłaka na terenie kraju skłonił Komisję Faunistyczną Sekcji Ornitologicznej Polskiego Towarzystwa Zoologicznego do usunięcia go z listy ptaków, których pojawy podlegają weryfikacji. Komisja Faunistyczna nadal jednak odnotowuje lęgi, których liczba także wzrasta – od lat 90. XX wieku do 2003 stwierdzono jedynie 7 takich przypadków, zaś w samym tylko roku 2017 gniazdowało 7 par.
- Himantopus himantopus leucocephalus Gould, 1837 – szczudłak białogłowy – południowa Sumatra i Jawa na wschód po Nową Gwineę i na południe po Australię, Tasmanię i Nową Zelandię. Zimą jego zasięg występowania rozszerza się na północ po Filipiny, na zachodzie dolatuje do Sri Lanki.
- Himantopus himantopus knudseni Stejneger, 1887 – szczudłak hawajski – Hawaje,
- Himantopus himantopus mexicanus (Statius Müller, 1776) – szczudłak białobrewy – zachodnie i południowe USA przez Amerykę Środkową i Karaiby po Kolumbię, północna Wenezuela, Galapagos, wschodni Ekwador do południowo-zachodniego Peru, północno-wschodnia Brazylia,
- Himantopus himantopus melanurus Vieillot, 1817 – szczudłak obrożny – Chile i wschodnio-środkowe Peru przez Boliwię i Paragwaj do południowo-wschodniej Brazylii oraz na południe po południowo-środkową Argentynę.

Jest to ptak, który ma jeden z najrozleglejszych zasięgów występowania. W jego środkowych strefach jest osiadły lub koczujący. W XX wieku rozszerzył swój zasięg bardziej na północ. Długo utrzymujące się susze nad Morzem Śródziemnym powodują inwazje tych ptaków do Europy Środkowej i zasiedlenia kolejnych par lęgowych.
Systematyka w obrębie kompleksu Himantopus himantopus jest skomplikowana i każdy z powyższych podgatunków (z wyjątkiem nominatywnego) jest przez niektórych naukowców uważany za odrębny gatunek.

## Charakterystyka

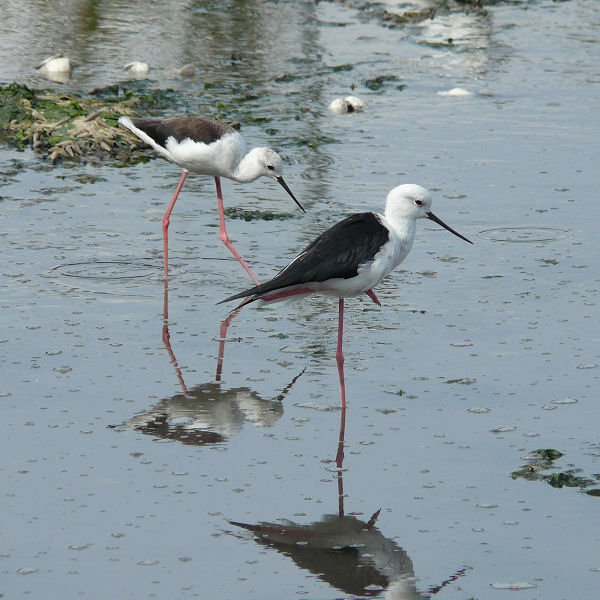
Para szczudłaków (samica po lewej)

Wygląd zewnętrznyPtak wielkości turkawki lub gołębia, choć z powodu długich nóg w terenie wygląda na większego. W locie ma bardzo rozciągniętą sylwetkę, a nogi sięgają 20 cm poza ogon.
W szacie godowej samiec ma wierzch głowy, kark, grzbiet i pokrywy skrzydłowe czarne z zielonkawym połyskiem, ogon popielaty. Reszta ciała, w tym kuper, białe. Brzuch ma lekko różowawy odcień. Czarne pióra na karku i głowie mogą być usiane białymi plamkami, czasem dość dużymi. Dziób długi, ostry, czarny, nogi bardzo długie, czerwonoróżowe. Samica podobna do samca, jednak zamiast koloru czarnego występuje brązowoczarny, a głowa i parę piór na karku są białe. W szacie spoczynkowej głowa i szyja bieleją. Osobniki młodociane mają cały wierzch ciała szarobrązowy, a spód biały. U H. h. knudseni na głowie i szyi czarne plamy zajmują znacznie większy obszar. Występuje u nich również silniejszy dymorfizm płciowy.
Rozmiarydługość ciała 35–40 cm, rozpiętość skrzydeł 67–83 cm
Masa ciała112–223 g
GłosWydaje wysokie, głośne i powtarzalne „kuip kuip”.

## Środowisko
Otwarte brzegi jezior, zarówno słodkich jak i słonawych czy słonych, pola ryżowe i słone łąki. Najliczniejszy na stepach i półpustyniach. Przebywa nad płytkimi wodami, gdzie brzegi są porośnięte niewysoką roślinnością.

## Pożywienie
Owady wodne oraz lądowe, skorupiaki, robaki, pajęczaki, kijanki, małe ryby i mięczaki. Żeruje na płyciznach, wchodząc po brzuch do wody.

## Rozród

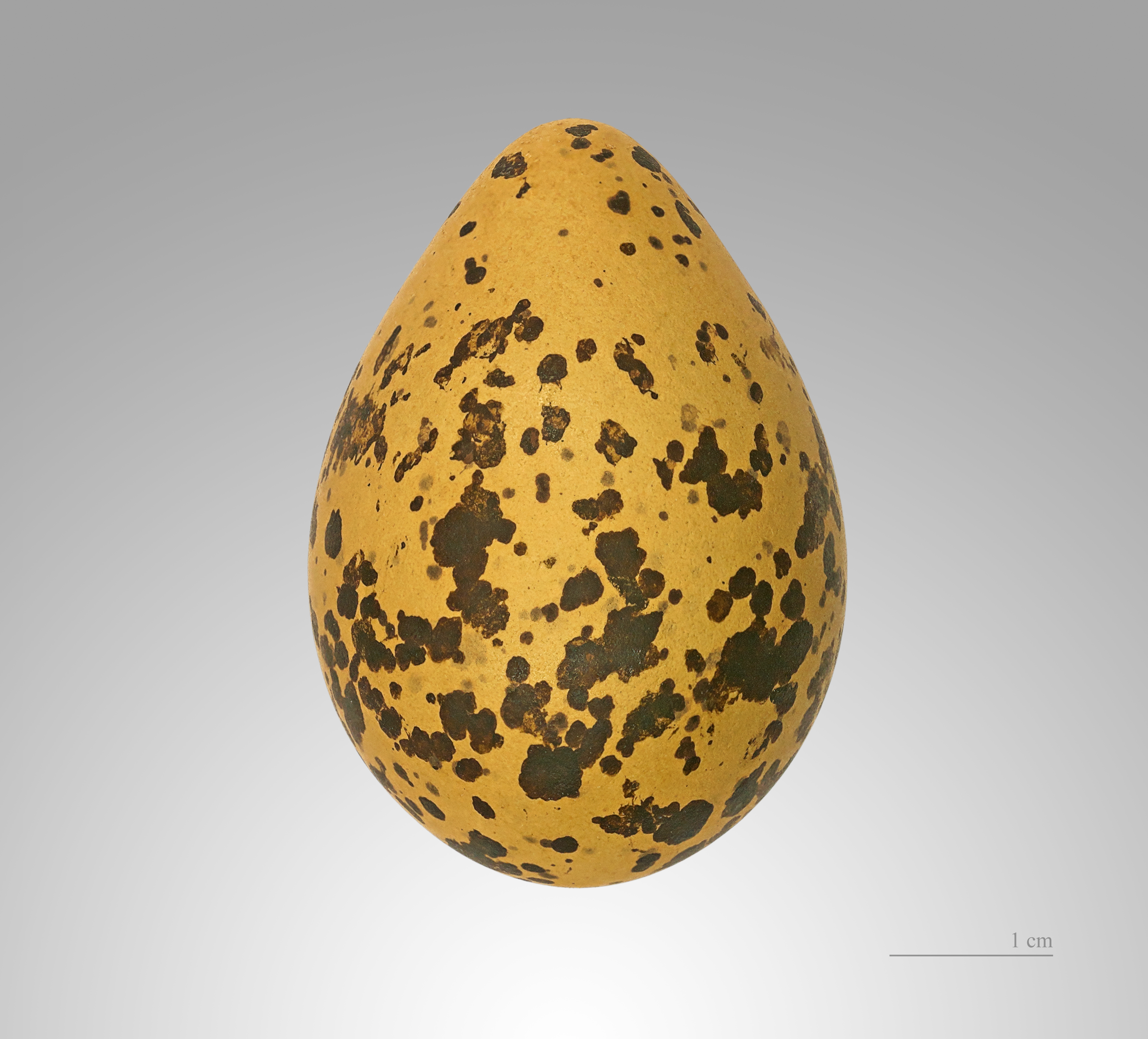
Jajo z kolekcji muzealnej

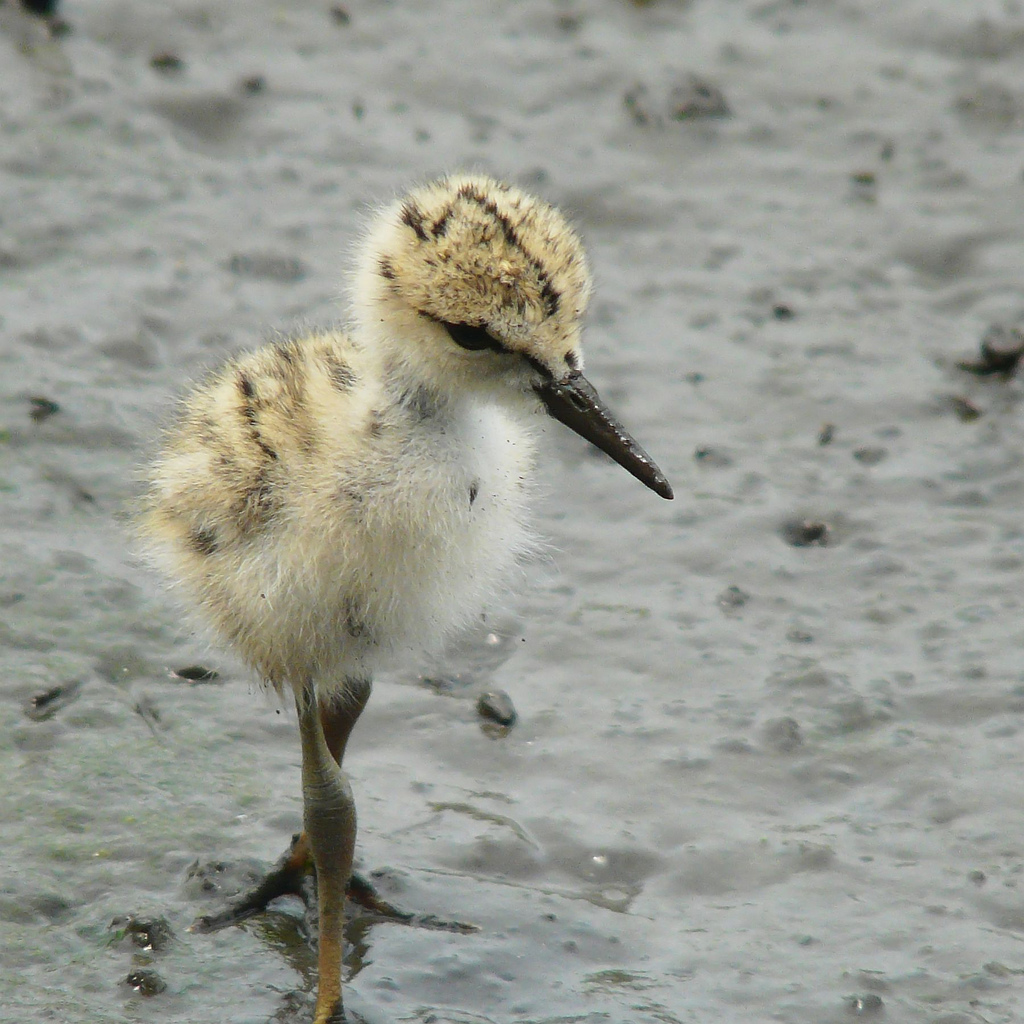
Pisklę

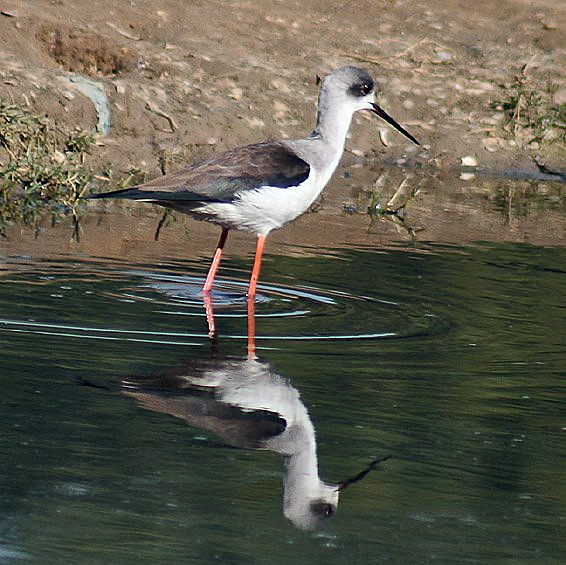
Osobnik młodociany

### Okres godowy
TokiNa tereny lęgowe wraca w marcu i kwietniu. W czasie toków głośno krzyczy, trzepie skrzydłami i wysoko podskakuje.
GniazdoW suchym miejscu na ziemi, na małej wysepce lub na wywyższeniu otoczonym wodą. Nie jest wybredny, jeśli chodzi o miejsce gniazdowania. Na wilgotnym podłożu gniazdo to dość wysoka budowla z wodnych roślin, a na suchym jamka z paroma kawałkami trzciny. Zwykle tworzy kolonie liczące kilkadziesiąt par.

### Okres lęgowy
JajaW ciągu roku wyprowadza jeden lęg, składając 4 jasnobrunatne jaja z ciemnymi plamkami. Na półkuli północnej lęgi rozpoczynają się w marcu, a na skrajnie północnych stanowiskach w maju. Na półkuli południowej – w lipcu–sierpniu.
WysiadywanieJaja wysiadywane są przez okres 22–26 dni przez obydwoje rodziców.
PisklętaMłode krótko przebywają w gnieździe. Już wtedy widać u nich długie nogi. Szybko zaczynają pływać i pluskać się w płytkiej wodzie. W puchu mają piaskowoszary grzbiet z czarnymi prążkami i plamkami, a białawy brzuch. Pisklęta pierzą się i stają się lotne w wieku 30–35 dni. Przybór wód może być powodem nawet dość znacznych strat w liczebności młodych. Rodzice otaczają pisklęta troskliwą opieką, a w razie niebezpieczeństwa potrafią odważnie ich bronić, wrzeszcząc przeraźliwie na napastnika lub odciągając go od gniazda, udając osobniki kalekie. Na południe odlatują od sierpnia do września.

## Status i ochrona
IUCN klasyfikuje szczudłaka jako gatunek najmniejszej troski (LC, Least Concern). Liczebność światowej populacji, według szacunków organizacji Wetlands International z 2015 roku, mieści się w przedziale 450–780 tysięcy osobników. Globalny trend liczebności populacji uznawany jest za wzrostowy; populacja europejska, według szacunków BirdLife International z 2015 roku, jest stabilna.
Na terenie Polski gatunek ten jest objęty ścisłą ochroną gatunkową.